# Стадники (Львовская область)
Стадники (укр. Стадники) — село в Новояворовской городской общине Яворовского района Львовской области Украины.
Население по переписи 2001 года составляло 188 человек. Занимает площадь 2,59 км². Почтовый индекс — 81054. Телефонный код — 3259.